# 1892 في الكويت
فيما يلي قوائم الأحداث التي وقعت خلال عام 1892 في الكويت.

## سياسة

### انتهاء فترة المنصب
- 1 يناير – عبد الله الثاني الصباح أمير دولة الكويت.

## مواليد

### يناير
- 1 يناير – ناصر العامود تاجر وفني كهربائي أقام عدة مشاريع كهرباء في العراق والكويت.

## وفيات

### يناير
- 1 يناير – عبد الله الثاني الصباح (مواليد 1814)